# Leptogaster spinulosa
Leptogaster spinulosa là một loài ruồi trong họ Asilidae. Leptogaster spinulosa được Meijere miêu tả năm 1914. Loài này phân bố ở miền Ấn Độ - Mã Lai.